# Epidendrum kymatochilum
Epidendrum kymatochilum är en orkidéart som beskrevs av Eric Hágsater och Dodson. Epidendrum kymatochilum ingår i släktet Epidendrum och familjen orkidéer. Inga underarter finns listade i Catalogue of Life.